# Herb gminy Mirów
Herb gminy Mirów – symbol gminy Mirów.

## Wygląd i symbolika
Herb przedstawia na tarczy dzielonej w słup w polu lewym błękitnym mitrę biskupią i koronę, natomiast w polu prawym czerwonym srebrną rogacinę rozdartą w wąs (godło z herbu Odrowąż). 